# Фемоноя
Фемоноя в древногръцката митология е първата пития в храма на Аполон в Делфи. Дъщеря е на Аполон. Счита се за създателка на хекзаметъра като стихова схема.